# Olaus Magnus

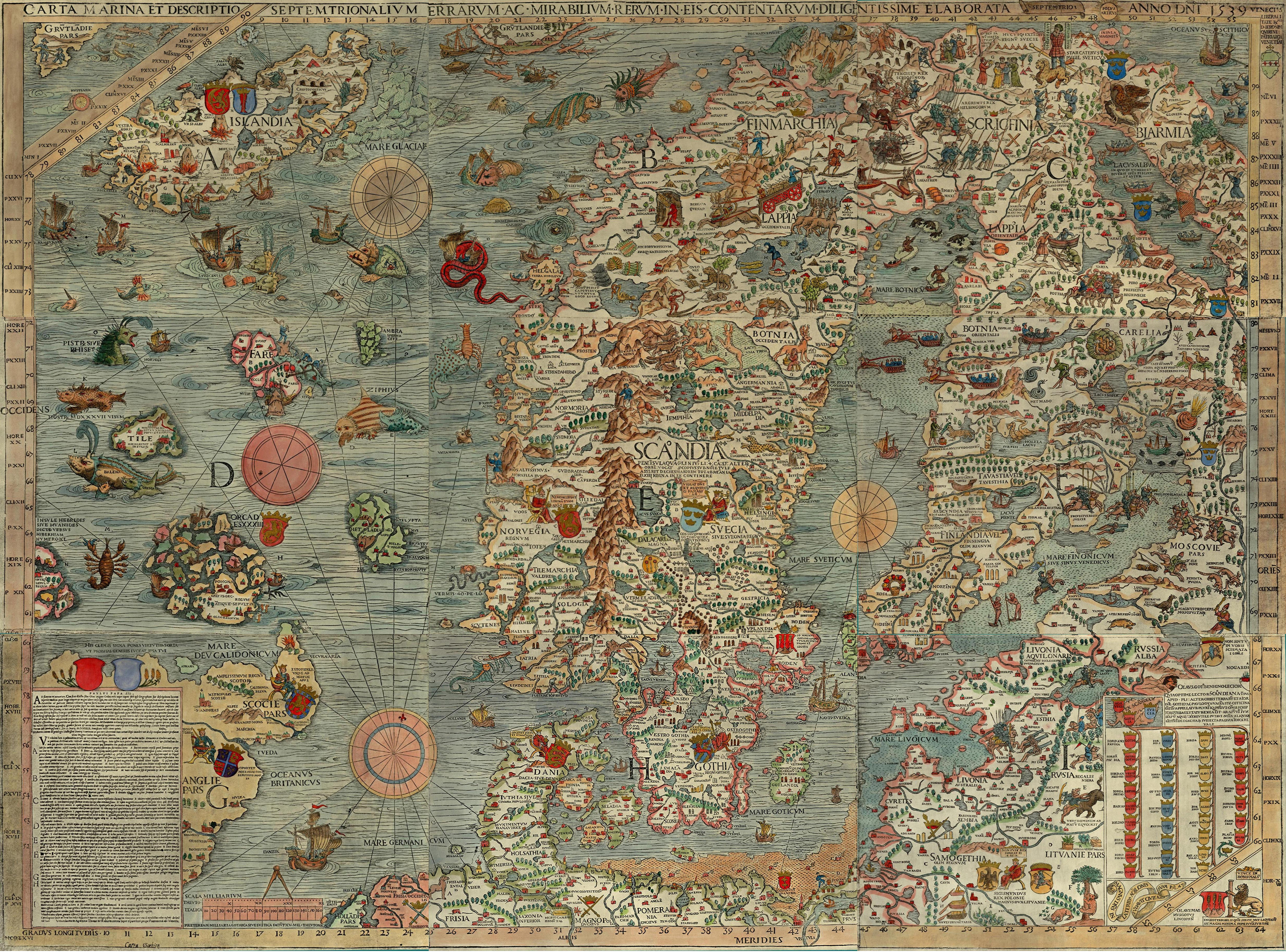
Carta Marina

Olaus Magnus, (ur. 1490, zm. 1 sierpnia 1557) – szwedzki duchowny rzymskokatolicki, humanista i kartograf, brat Johannesa Magnusa.
Autor mapy obszarów nadbałtyckich Carta Marina oraz książki o ludach zasiedlających te tereny Historia de gentibus septentrionalis.
Pochodził z mieszczańskiej rodziny z Linköping. Wygnany ze Szwecji z powodu swego katolickiego wyznania, osiadł w 1526 w Gdańsku, gdzie prowadził prace nad mapą krajów północnych. Prawdopodobnie wzorował się na mapach Prus i bałtyckiego wybrzeża sporządzonych przez Mikołaja Kopernika i biskupa Hansa Braska. Podstawą były jednak własne zapiski czynione podczas podróży po Skandynawii oraz informacje i szkice uzyskane od żeglarzy.
Mapa nazwana Carta Marina czyli Mapa Morska, po raz pierwszy pokazywała w miarę prawidłowy kształt Półwyspu Skandynawskiego i południowych wybrzeży Morza Bałtyckiego oraz kształt i kierunek Zatoki Botnickiej. Magnus ozdobił ją rycinami przedstawiającymi zajęcia współczesnych mu mieszkańców Szwecji i Finlandii, np. dojenie renów, budowa łodzi, odlewanie dział, polowanie na foki, a także zaznaczył miejsca bogate w bursztyn. Jedynym miastem, którego widok został opatrzony herbem był Gdańsk, któremu zadedykował mapę pisząc, że wykonał ją ...dzięki szczególnej pomocy, bezpieczeństwu i życzliwości doznanej w waszym czcigodnym mieście, którego mieszkańcem byłem przez pewien czas. Wydrukowano ją w Wenecji w 1539.
Wraz z bratem Janem wiosną 1537 udał się do Włoch. W 1555 ukazało się jego drugie ważne dzieło Historia de gentibus septentrionalis (pol. Historia ludów północnych).